# Jorge Grosser
Jorge Grosser, född 8 juli 1945, är en friidrottare från Chile. Han deltog vid olympiska sommarspelen 1968.